# Alexander Graham Bell Association for the Deaf and Hard of Hearing
L’Alexander Graham Bell Association for the Deaf and Hard of Hearing  (Association Alexander Graham Bell pour les sourds et malentendants), plus communément nommée AG Bell, est une structure et un réseau de soutien destiné à encourager les personnes souffrant de surdité à apprendre, à parler et à vivre de façon autonome. Grâce à des publications, à la sensibilisation du public, à la formation et à des bourses d’études et autres aides financières, AG Bell encourage l’utilisation de la parole ainsi que l’audioprothésie des enfants atteints d’une déficience auditive. Son siège est à Washington, dans le bâtiment construit par Alexander Bell en 1893, le Volta Bureau. L’Association parraine également l’AG Bell College Scholarship Awards Program pour un certain nombre d’étudiants sourds ou malentendants qui poursuivent des études de premier cycle ou de cycles supérieurs.